# کلاوس دیبیاسی
کلاوس دیبیاسی (به ایتالیایی: Klaus Dibiasi) ورزشکار مرد رشتهٔ شیرجه اهل کشور ایتالیا است. وی در بین سال‌های ‎۱۹۶۴ تا ۱۹۷۶ میلادی در مسابقات بازی‌های المپیک تابستانی در مجموع ۵ مدال، شامل ۳ مدال طلا و ۲ نقره را کسب کرد.